# Villeneuve-lès-Montréal
Villeneuve-lès-Montréal település Franciaországban, Aude megyében. Lakosainak száma 337 fő (2022. január 1.). Villeneuve-lès-Montréal Cailhavel, La Force, Lasserre-de-Prouille és Montréal községekkel határos.

## Népesség
A település népessége az elmúlt években az alábbi módon változott:
| Lakosok száma | 131  | 104  | 101  | 202  | 263  | 271  | 300  | 322  | 335  | 337  |
|               | 1968 | 1982 | 1990 | 2006 | 2013 | 2015 | 2017 | 2019 | 2020 | 2022 |